# Гафаров, Басыр
Басы́р Гафа́рович Гафа́ров (крымскотат. Basır Ğafar oğlu Ğafarov, Басыр Гъафар огълу Гъафаров, 10 января 1907, Сарайминская волость, Таврическая губерния — июнь 1991, Кольчугино, Крымская АССР) — советский филолог и педагог, кандидат филологических наук. Участник Великой Отечественной войны и крымскотатарского национального движения.

## Биография
Родился 10 января 1907 года в деревне Бештарым в Крыму. Рано остался сиротой, воспитывался родственниками. Окончил Симферопольскую крымскотатарскую образцово-показательную школу № 13 на «отлично». В середине 1920-х закончил педагогическое училище в селе Тотайкой. Высшее образование получил в Крымском педагогическом институте имени М. В. Фрунзе. Работал учителем крымскотатарского языка и литературы в фабрично-заводском училище при Керченском металлургическом заводе имени Войкова. С 1934 по 1941 год работал в Крымском обкоме ВКП(б). В 1938—1939 году являлся начальником издательского управления Крымского государственного издательства.
С началом Великой Отечественной войны Гафаров был призван на фронт. Проходил службу в рядах 51-й армии. С 1941 по 1942 год являлся политруком роты Первого фронтового полка 51-й армии Кавказского фронта. С 1942 по 1944 год — преподавал историю КПСС в Урюпинском военном пехотном училище. В сентябре 1944 года был демобилизован по болезни.
После окончания войны находился за пределами Крыма, поэтому был одним из немногих крымских татар, которым удалось избежать депортации. С декабря 1947 по март 1951 года учился в аспирантуре Института языкознания Академии наук СССР, где изучал крымскотатарский язык и защитил диссертацию. В 1951 году Гафарову присвоена степень кандидата филологических наук за диссертацию по теме «Система спряжения гагаузского языка» — языка одного из малых тюркских народов СССР.
Во второй половины 1950-х годов начал участвовать в крымскотатарском национальном движении. Гафаров был в числе первых подписантов обращения в высшие органы советской власти о положении крымских татар. Подпись Гафаров была оставлена на коллективных письмах второй половины 1950-х на имя первого секретаря ЦК КПСС Никиты Хрущева, секретаря ЦК КПСС Дмитрия Шепилова и в «Обращении крымскотатарских военнослужащих».
С 1952 по 1969 годы он работал в библиотеке Московского почвенного института, а выйдя на пенсию — в НИИ общей педагогики АПН СССР. Свои научные труды и личную библиотеку передал в фонды Республиканской крымскотатарской библиотеки им. Исмаила Гаспринского.
Умер в 1991 году и похоронен в селе Кольчугино (Булганак) Симферопольского района.

## Награды
- Орден Отечественной войны II степени (1985)[4]